# Zuiderheide (Noord-Holland)
Zuiderheide is een heidegebied tussen Laren en Hilversum. Het gebied strekt zich uit van het Sint Janskerkhof richting de Eemvallei. Het gebied is archeologisch en geologisch belangrijk. Het gebied is in beheer bij het Goois Natuurreservaat.
De Zeven Bergjes is de naam van de grafheuvels van ongeveer vierduizend jaar geleden. De grafheuvels strekken zich uit over de Zuiderheide en de aangrenzende Westerheide.
In het zuidelijk deel van de Zuiderheide bevinden zich een aantal heidevennen die vroeger werden gebruikt om de toen aanwezige schaapskudden te wassen, vandaar de naam Laarder Wasmeer. Daar grenst de heide ook aan Anna's Hoeve, een werkgelegenheidsproject uit de dertiger jaren van de 20e eeuw, in het gebied van de gemeente Hilversum.

## 't Bluk
In vroeger tijden werd in het bos bij de heide hout gehakt op een oude stronk. Zo'n hakblok werd op z'n Larens "bluk" genoemd. Bij dit bluk zette een kunstschilderes een houten keetje als atelier neer om van daaruit de omgeving of objecten te schilderen. Toen in dit onderkomen ook weleens een kopje koffie of glaasje limonade werd geschonken ontstond in de loop der tijd theehuis 't Bluk. Het houten gebouwtje had geen fundamenten, maar wel een kelder om dranken koel te houden. In 1958 werd het in steen opgetrokken en kreeg het voorzieningen als (buta)gas, elektriciteit en waterleiding. Na een brand eind 2000 werd een nieuw theehuis 't Bluk heropend.

## Tankgracht
In mei 1942 vestigde de Wehrmachtbefehlshaber in den Niederlanden (General der Flieger F. Ch. Christiansen) zich met zijn staf in Hilversum. Om het hoofdkwartier tegen een mogelijke aanval te beschermen, werd door de Duitsers een tankgracht aangelegd. De verdedigingslinie heeft zijn nut nooit hoeven te bewijzen. Na de bevrijding werd de gracht dichtgegooid. Van de verdedigingswerken is daardoor vrijwel niets meer te zien. De tankgracht bestond uit een droge gracht met een breedte van circa 7 meter. Soms werd er gebruikgemaakt van een bestaande waterpartij, zoals het Laarder Wasmeer. Achter de gracht, aan de Hilversumse kant, lag een steile wal van 3 meter hoog, die met rijshout was bekleed. Op sommige plekken stonden gepunte palen. Verder waren er prikkeldraadversperringen, loopgraven, mitrailleurposten en luchtafweergeschut. De tankgracht rond Hilversum liep ook aan de zuidkant van Hilversum over de Hoorneboegse heide. De Hilversumse Historische Kring Albertus Perk plaatste in samenwerking met het Goois Natuurreservaat een drietal informatieborden op plekken waar de tankgracht destijds liep.

## Leeuwenkuil
In de droge zomer van 2003 werd begonnen met het weghalen van verontreinigde bodemslib. Dit was veroorzaakt door in het verleden geloosd huishoudelijk en industrieel afvalwater met onder meer zware metalen. Door het droogvallen van het slib ontstond er een verhoogd risico van verspreiding van deze zware metalen, zoals chroom. Op korte afstand lagen drinkwaterputten zodat tot sanering van het terrein werd besloten. De leeuwenkuil was altijd al een kuil in het landschap en tijdens het 'schoonmaken' is de kuil nog dieper geworden en tot het grondwater afgegraven. Hierin verschilt het van het belendende Laarder Wasmeer waar regenwater blijft staan op een slecht doorlatende laag. Regenwater en grondwater verschillen van elkaar en de verwachting is dat er een andere flora en fauna zich zal ontwikkelen. Het zal de variatie in het natuurgebied vergroten. Om het ven De Leeuwenkuil in de vlakte groeien losjes verspreide bomen en plukjes heide.
Dat de leeuwenkuil laag ligt heeft alles te maken met de noordoostelijk gelegen zandverstuiving. Door overbegrazing (roofbouw) van de heide in het verleden is het onderliggende zand vrij komen te liggen. Door overwegend zuidwestenwinden is dit zand gaan verstuiven

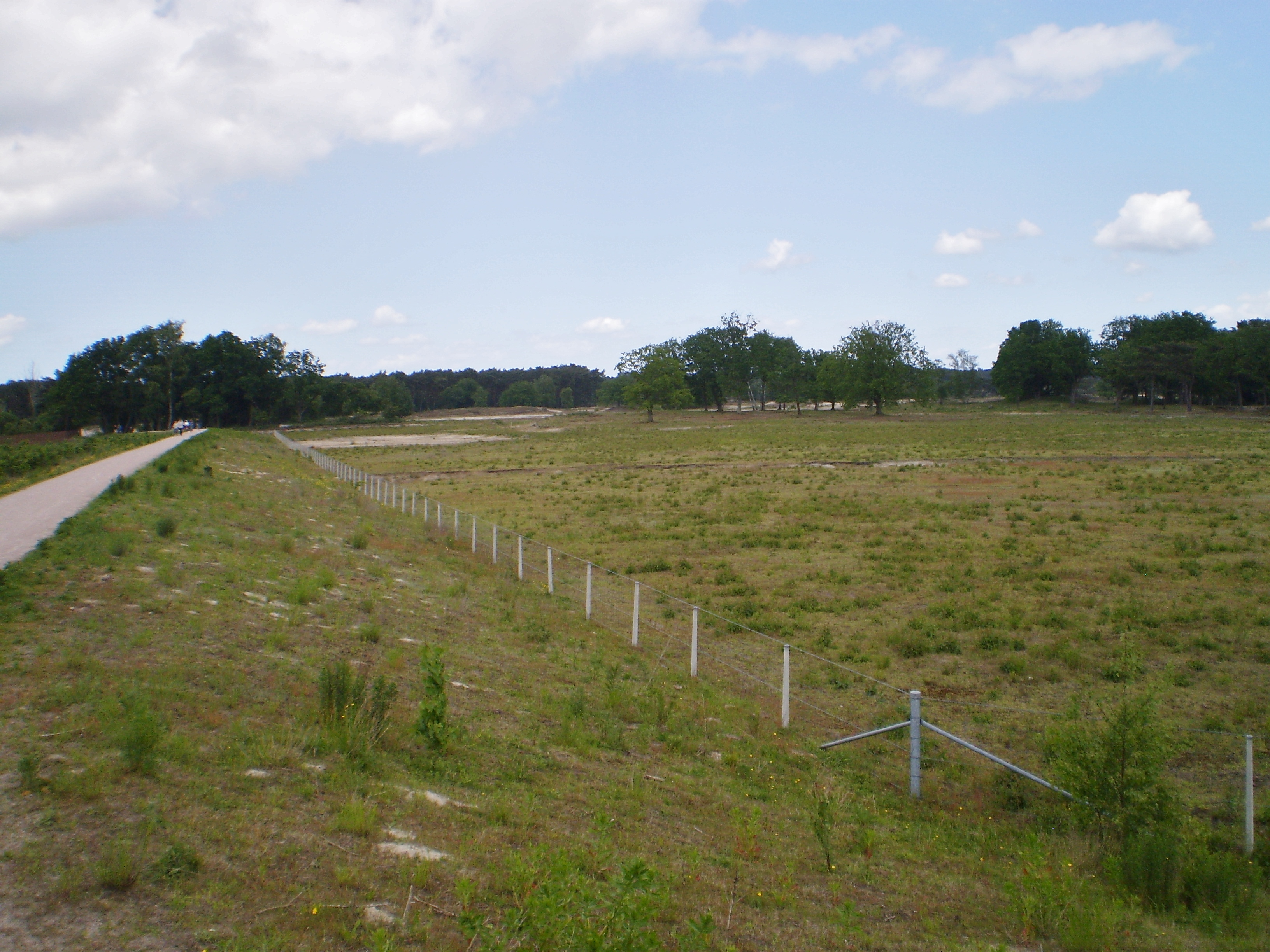
Fietspad langs het Laarder Wasmeer
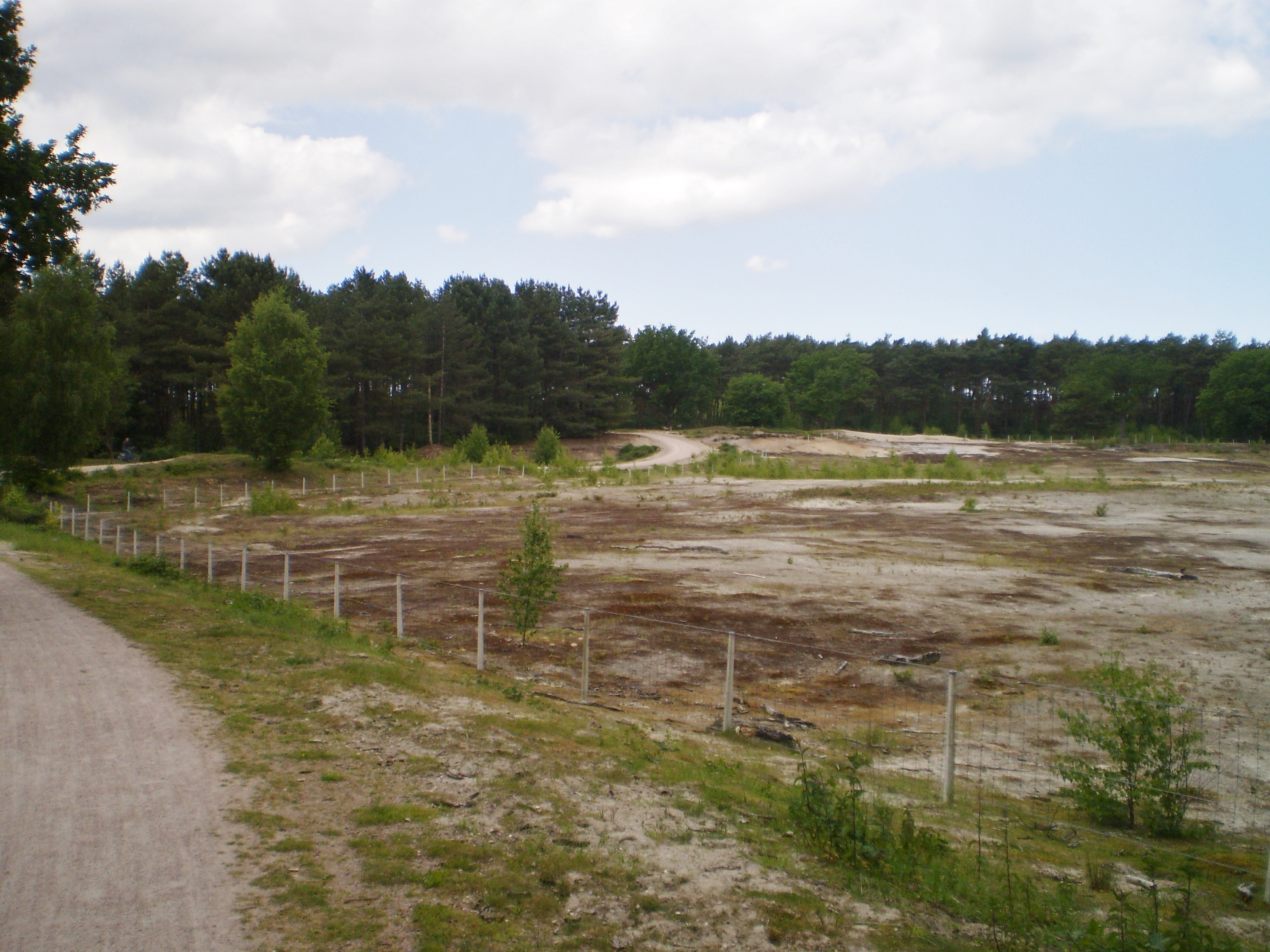
Leeuwenkuil
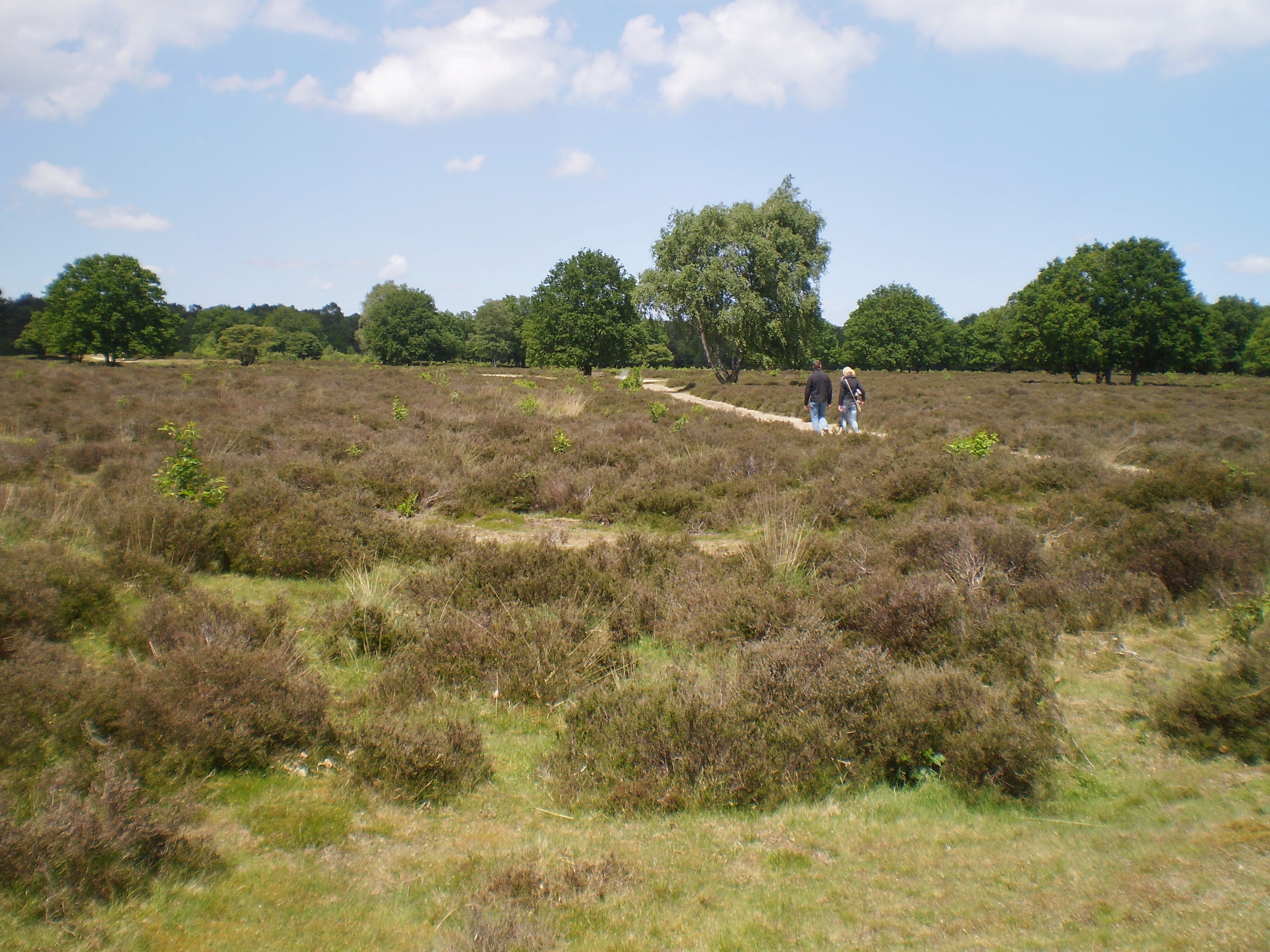
Begroeide tankgracht
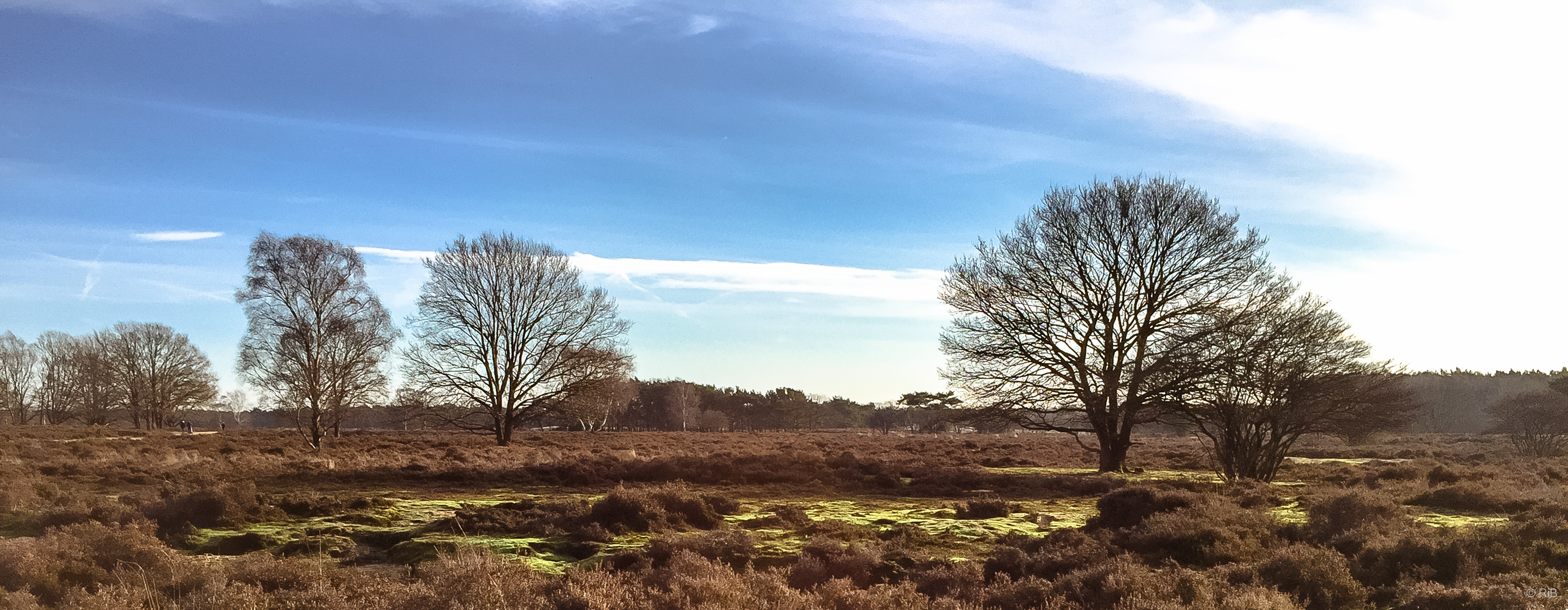
Zicht op de heide